# USS Dwight D. Eisenhower (CVN-69)

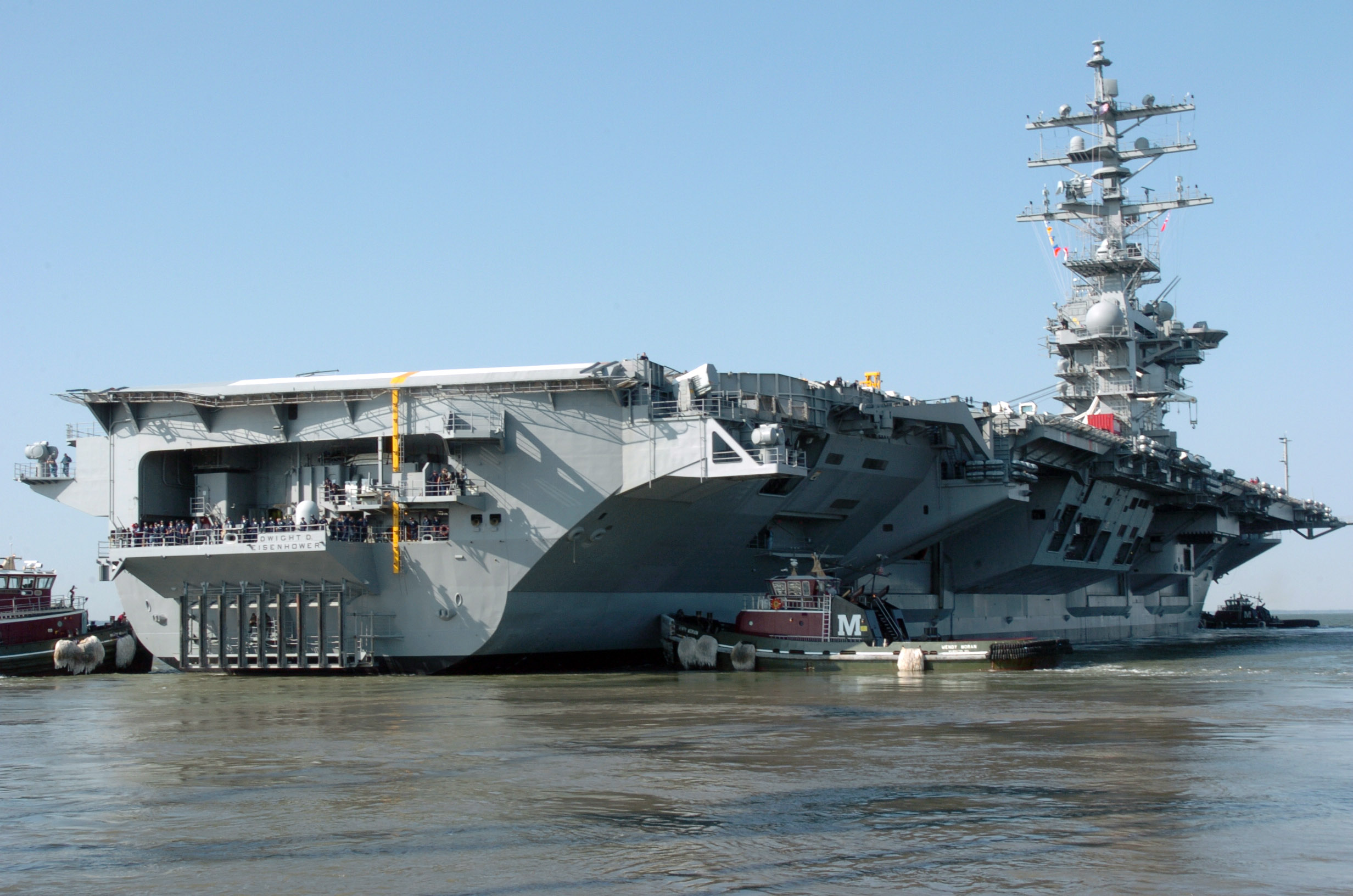
Vertrek uit Norfolk voor een proefvaart na een grondig onderhoud (2005).

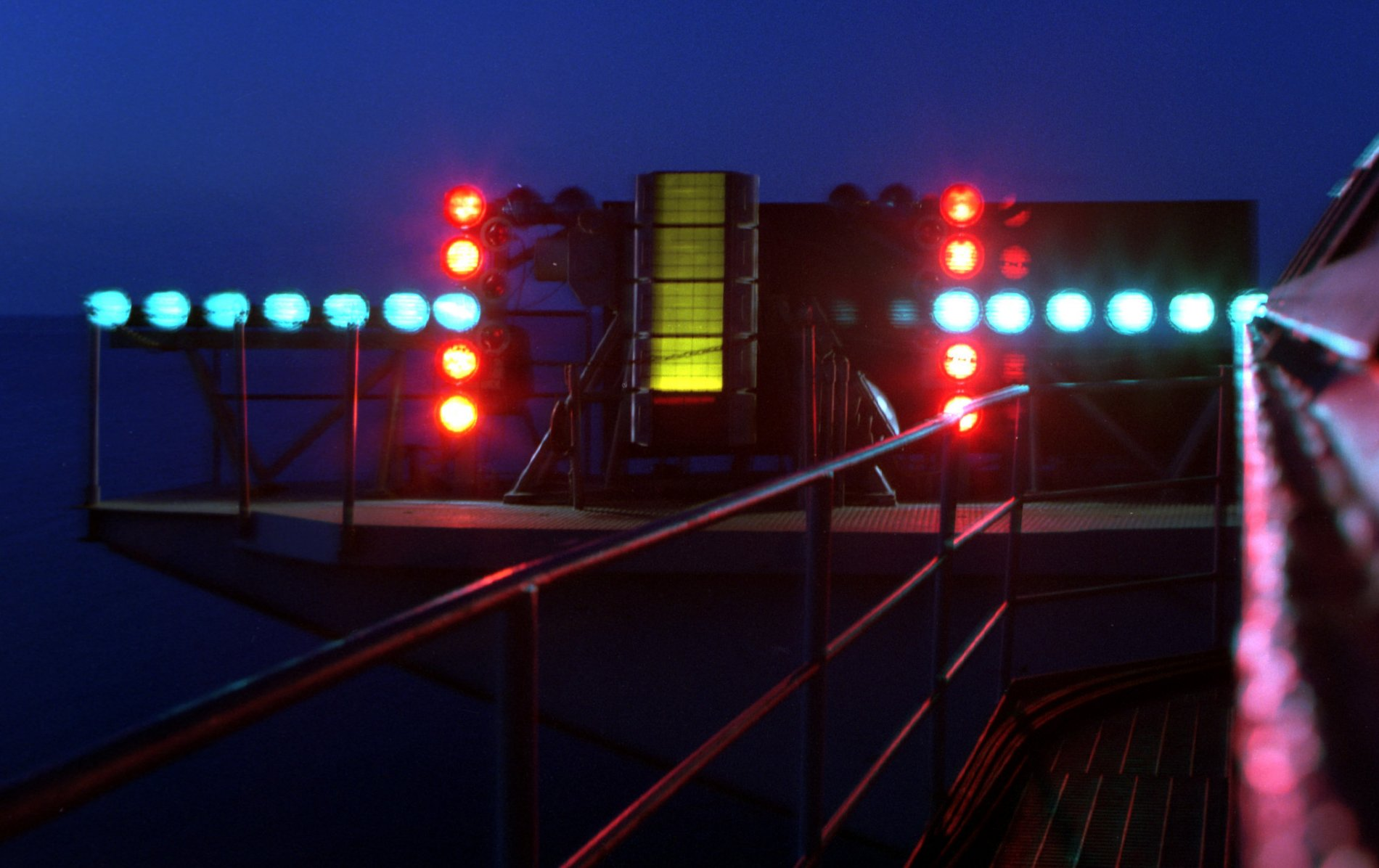
Zicht op het lichtsysteem voor nachtelijke landingen (2005).

De USS Dwight D. Eisenhower (designatie: CVN-69, eerst CVAN-69) is het tweede supervliegdekschip uit de Amerikaanse Nimitz-klasse.
Het was van 1970 tot 1975 in aanbouw. Het schip was vernoemd naar Dwight D. Eisenhower, de 34ste president van de VS. In 1975 werd het gedoopt door Mamie Eisenhower, echtgenote van de toen reeds overleden naamgever, en vervolgens tewatergelaten. Twee jaar later werd het in dienst genomen door de Amerikaanse marine. Het verving toen de USS Franklin D. Roosevelt die er dan 32 jaren dienst had opzitten.

## Geschiedenis

### Jaren 1970
De USS Dwight D. Eisenhower werd ingedeeld bij de Amerikaanse Atlantische Vloot en in de Amerikaanse marinebasis in Norfolk (Virginia) gestationeerd. Na veertien maanden training vertrok het schip op 1 januari 1979 op haar eerste missie. Voor de kust van Israël kreeg het een kort bezoek van president Jimmy Carter en de Israëlische premier Menachem Begin. In juli keerde het schip terug huiswaarts.

### Jaren 1980
In 1980 werd de USS Dwight D. Eisenhower naar de Indische Oceaan gestuurd naar aanleiding van de Iraanse gijzelingscrisis. Daar kwam het schip drie dagen na de mislukte Eagle Claw-bevrijdingsactie aan en loste de USS Nimitz af. In totaal bleef de Eisenhower daar acht maanden op post. Op het einde van het jaar werd het schip afgelost door de USS Independence waarop de Eisenhower weer naar Norfolk vertrok. Een maand na aankomst daar werden de gijzelaars diplomatiek bevrijd. In 1982 ging het vliegdekschip op routinemissie in de Middellandse Zee.
Na nog een vierde missie ging de Dwight D. Eisenhower in oktober 1985 het droogdok in voor een grondig onderhoud en modernisering. In die periode van 18 maanden werden onder andere nieuwe wapensystemen geïnstalleerd. In april 1987 vervoegde het schip opnieuw de actieve vloot. Op 29 februari 1988 vertrok het terug op missie naar de Middellandse Zee. Op de terugweg naar Norfolk, op 29 augustus 1988, botste het vliegdekschip met een Spaans kolenschip terwijl het Norfolk Naval Station binnenvoer. De wind en de stroming hadden het vliegdekschip uit koers geslagen. De schade aan beide schepen was miniem. Van september 1988 tot april 1989 was de Eisenhower opnieuw inactief voor onderhoud.

### Jaren 1990
In 1990 volgde een routinemissie in de Middellandse Zee. Toen Irak in dat jaar Koeweit bezette werd de USS Dwight D. Eisenhower naar de Rode Zee gestuurd waar het het eerste operationele vliegdekschip ter plaatse was. De Eisenhower lag er stand-by om luchtaanvallen uit te voeren in het geval Irak ook Saoedi-Arabië zou binnenvallen. Ook ondersteunde het schip het VN-embargo dat tegen Irak was ingesteld. Hierna keerde de Eisenhower terug naar de VS waar een grondig onderhoud volgde. Op 26 september 1991 vertrok het schip naar de Perzische Golf waar het opereerde in Golfoorlog (1990-1991)#Luchtoffensief: Operatie Desert Storm - de Golfoorlog. Op 2 april 1992 keerde het schip terug naar Norfolk. Daar werd het van 12 januari tot 12 november 1993 onderhouden en gemoderniseerd.
In september 1994 werd de Dwight D. Eisenhower ingezet voor Operatie Uphold Democracy in Haïti. Deze operatie moest de democratisch verkozen president Jean-Bertrand Aristide terug in het zadel zetten nadat een militaire junta in 1991 een staatsgreep had gepleegd. In oktober vertrok het schip voor een missie van zes maanden. Het nam deel aan Operatie Southern Watch - de controle van de no-flyzone boven Zuid-Irak - en Operatie Deny Flight - de controle van de no-flyzone boven Bosnië. Tijdens deze missie werden voor het eerst vrouwelijke bemanningsleden ingezet op een Amerikaans oorlogsschip. Op 17 juli 1995 ging de Eisenhower opnieuw de scheepswerf in voor een onderhoud van 18 maanden. Van juni tot december 1998 was het schip op routinemissie. In februari 1999 volgde een modernisering van zes maanden.

### Jaren 2000
In februari 2000 vertrok de USS Dwight D. Eisenhower opnieuw naar de Golfregio voor Southern Watch. Tijdens deze missie dropten de gevechtsvliegtuigen voor het eerst bommen tijdens die operatie. Op 18 augustus was het schip terug thuis. Op 21 mei 2001 liep de Eisenhower opnieuw de scheepswerf van haar bouwer binnen voor een onderhoud dat vier jaar zou duren en 2,5 miljard USD zou kosten. De twee drukwaterreactoren werden vervangen en er werden renovaties en moderniseringen doorgevoerd. Op 25 januari 2005 keerde het schip terug naar de thuishaven in Norfolk.
Op 3 oktober 2006 vertrok de Dwight D. Eisenhower op missie naar de Perzische Golf waar het in december arriveerde. Op 8 januari 2007 werd een Lockheed AC-130-aanvalsvliegtuig van de luchtmachtbasis in Djibouti naar Somalië gezonden voor een operatie tegen Al-Qaeda. De Eisenhower voer naar de Indische Oceaan voor luchtdekking en ondersteuning. Bij de operatie waren nog vele andere schepen van verschillende landen betrokken. In maart 2007 begon het vliegdekschip met militaire oefeningen nabij de Iraanse kust nadat Iran 15 mariniers van de Royal Navy had gevangengenomen. In april werd het schip afgelost door de USS Nimitz.
In mei 2007 bevond het schip zich nabij Lissabon in Portugal.